# Blaubeuren

Le chœur de l'église de Blaubeuren. Photo août 2018.

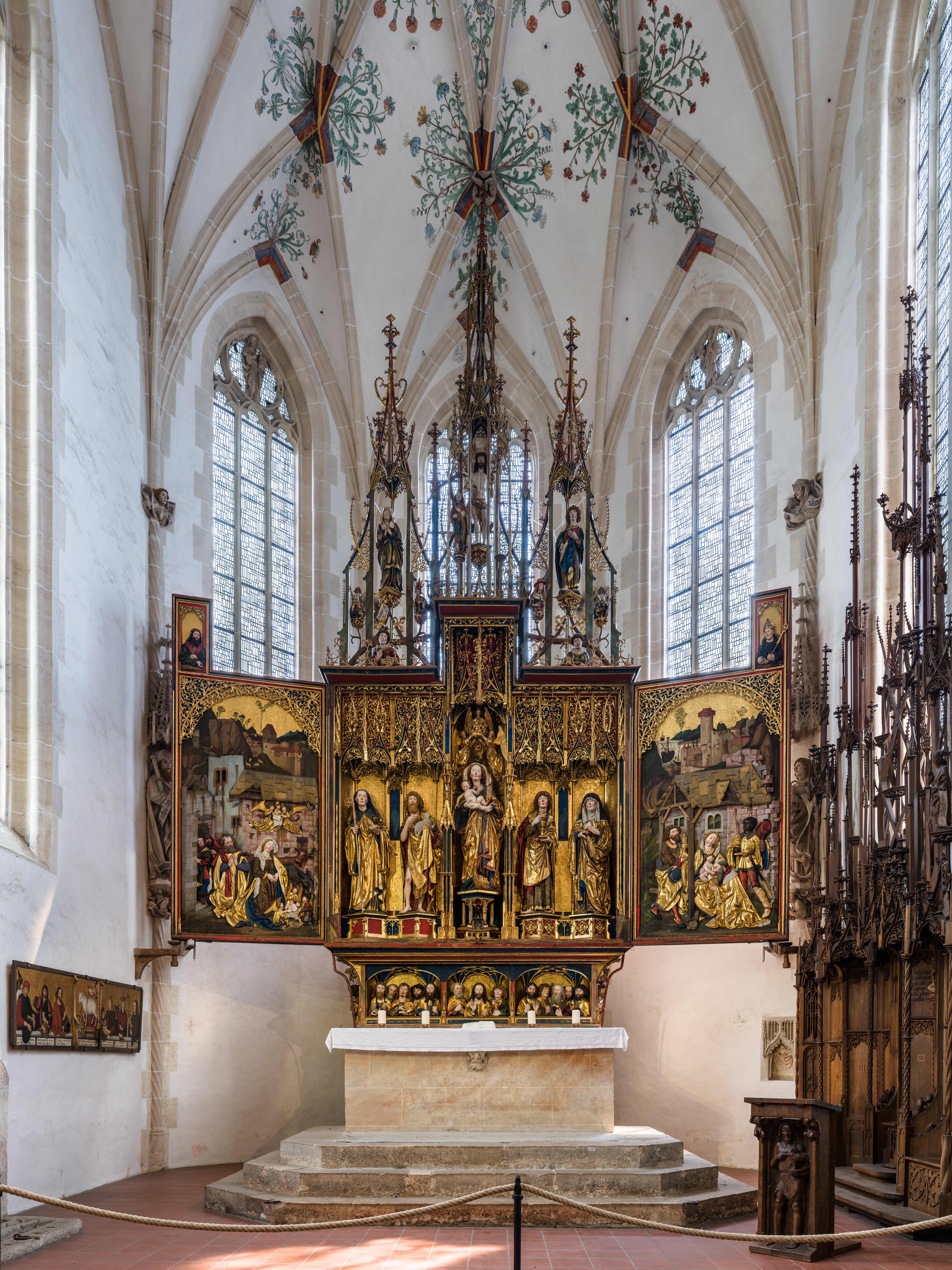
De plus près.

Blaubeuren est une ville de Bade-Wurtemberg (Allemagne), située dans l'arrondissement d'Alb-Danube, dans la région Donau-Iller, dans le district de Tübingen.

## Histoire
| Appartenances historiques Comté palatin de Tübingen 1085-1282 Comté d'Helfenstein 1282-1447 Comté de Wurtemberg-Urach 1447-1482 Comté de Wurtemberg 1482-1495 Duché de Wurtemberg 1495-1803 Électorat de Wurtemberg 1803-1806 Royaume de Wurtemberg 1806-1918 République de Weimar 1918-1933 Reich allemand 1933-1945 Allemagne occupée 1945-1949 Allemagne 1949-présent |

Victoire des Français sur les Autrichiens en 1800.